# 주렴옥막
《주렴옥막》(珠帘玉幕)는 2024년 방송되었던 중국의 드라마이다.

## 줄거리
- 진주 채집 노예로 살던 단오는 가혹한 환경에서 벗어나 자유를 찾고, 서역 상인 ‘연자경’과 고결한 군자 장진연을 만나게 된다. 연씨 상단에 합류하며 새로운 삶을 시작한 단오는 보석의 세계에 발을 들이지만 여정 중 자신의 신분에 얽힌 비밀을 알게 되고 ‘연자경’의 복수 계획에 휘말린다. 원한과 슬픔 속에서도 마음을 다잡은 단오는 이름을 소막차로 바꾸고 새로운 시작을 맞이한다.

## 등장 인물
- 자오루쓰 - 단오 역
- 류우녕 (刘宇宁) - 연자경 역
- 당효천 (唐晓天) - 장진영 역
- 상신웨 - 월운수 역
- 주예 (Jolie) - 백요 역
- 쑹팡위안 - 주희 역
- 당진초 (唐振超) - 정지형 역
- 증일훤 (曾一萱) - 환랑 역
- 호가여 (胡可女) - 진호 역
- 만우함 (万雨晗) - 진단 역